# راست‌شکم‌پایان
راست‌شکم‌پایان (نام علمی: Orthogastropoda) نام یک زیررده از رده شکم‌پایان است.